# Aeródromo Henderson
El  Aeródromo Henderson o Campo Henderson (en inglés: Henderson Field) (IATA: MDY, ICAO: PMDY) es un aeropuerto público localizado en la isla Sand en el atolón de Midway,  un territorio no incorporado de los Estados Unidos en el Océano Pacífico. El aeropuerto es utilizado como un punto de desvío de emergencia para las operaciones ETOPS. Todavía sirve para esta función, por ejemplo, en junio de 2011, en julio de 2012 y en julio de 2014. El Campo Henderson fue nombrado en honor del Major Lofton R. Henderson (fallecido en la batalla de Midway durante la Segunda Guerra Mundial) y es uno de los 3 campos de aviación que se llaman así, (siendo los otros 2 el campo original Henderson en Isla Eastern del atolón de Midway y  el Campo Henderson de Guadalcanal ).